# Jeff Pfaendtner
Jeff Pfaendtner   () és un remer estatunidenc, ja retirat, guanyador d'una medalla olímpica.
El 1996 va prendre part en els Jocs Olímpics d'Estiu d'Atlanta, on guanyà la medalla de bronze  en la prova del quatre sense timoner lleuger del programa de rem. Formà equip amb Marc Schneider, David Collins i William Carlucci.
En el seu palmarès també destaca una medalla de plata en el vuit amb timoner lleuger del Campionat del món de rem de 1988 i una medalla de plata en el quàdruple scull lleuger dels Jocs Panamericans de 1995.